# Aleda E. Lutz
Aleda E. Lutz, née le 9 novembre 1915 à Freeland dans l'État américain du Michigan et morte le 1er novembre 1944 dans un crash aérien sur le mont Pilat, en France, est une infirmière de l'air de l'armée des États-Unis et l'une des héroïnes de guerre les plus célèbres de la Seconde Guerre mondiale. Elle est, après Mary Edwards Walker, la femme la plus décorée de toute l'histoire militaire américaine.